# هیتوشی موریشیتا
هیتوشی موریشیتا (به ژاپنی: 森下 仁之؛ زادهٔ ۹ دسامبر ۱۹۶۷ – درگذشتهٔ ۲۵ ژوئن ۲۰۲۵) بازیکن فوتبال اهل ژاپن بود.
او در تیم‌هایی همچون باشگاه فوتبال زویگن کانازاوا و باشگاه فوتبال گراونز کیتاکیوشو مربی‌گری کرده‌است.